# Max Raabe
Max Raabe, eg. Matthias Otto, född 12 december 1962 i Lünen, är en tysk sångare (baryton) och ledare för gruppen Palast Orchester. 

## Ungdomsår och studier
Som barn sjöng Raabe i en kör i hemstaden Lünen. Han studerade vid Clemens-Hofbauer-Kolleg, ett internat i Paderborns stift . År 1986 flyttade han till Berlin där han uppträdde på mindre scener och kunde på så sätt finansiera sina musikstudier.

## Karriär
År 1986 grundade han tillsammans med några kamrater orkestern Palast Orchester, en orkester som specialiserade sig på schlagermusik från 1920- och 1930-talen. Mellan 1988 och 1995 studerade Raabe sång och musik vid Universität der Künste i Berlin. Han blev känd för en större publik då orkestern medverkade i filmen Der Bewegte Mann 1994. Två år senare, 1996, medverkade Raabe i TV-filmen Charley’s Tante.
Förutom framträdandena med Palast Orchester är Raabe även solist, då han ackompanjeras av pianisten Christoph Israel. Raabe komponerar även egna stycken samt arrangerar och framför egna versioner av modern musik, till exempel Max Martins och Britney Spears "Oops, I Did It Again", m. fl.

## Teaterproduktioner
Raabe har medverkat i flera teaterproduktioner, bland andra:
- År 1994 som Dr. Siedler i Geschwister Pfisters Berlinuppsättning av Ralph Benatzkys operett Vita Hästen. För regin svarade Ursli Pfister.
- I ett uppförande av Carl Orffs Carmina Burana i Berlin
- År 1999 som Mackie Kniven i en CD-produktion av Bertolt Brechts Tolvskillingsoperan (med Nina Hagen och HK Gruber)

År 2005 uppträdde han för första gången i Carnegie Hall i New York. Den 13 juni samma år erhöll han staden Goslars utmärkelse Paul-Lincke-Ring i Hahnenklee. I december 2005 underhöll Raabe vid bröllopet mellan Marilyn Manson och Dita Von Teese.
År 2006 gjorde han en röstroll i den tecknade filmen Die Rotkäppchen-Verschwörung (sv. "Sanningen om Rödluvan").
Raabes scenframträdanden har beskrivits som minimalistiska, lakoniska och formfulländade samt med en egenutvecklad sångstil.

## Översättning
Den här artikeln är helt eller delvis baserad på material från tyskspråkiga Wikipedia.